# Любен, Тьерри
Тьерри Любен (фр. Thierry Lubin; род. 10 ноября 1970, Сен-Клод) — французский легкоатлет, специалист по бегу на короткие дистанции. Выступал на профессиональном уровне в 1994—2013 годах, обладатель серебряной медали чемпионата Европы, серебряный призёр Средиземноморских игр, чемпион Франции на дистанциях 100 и 200 метров.

## Биография
Тьерри Любен родился 11 ноября 1970 года в коммуне Сен-Клод, Гваделупа.
Первых серьёзных успехов в лёгкой атлетике на международном уровне добился в сезоне 1994 года, когда вошёл в состав французской сборной и выступил на Франкофонских играх в Париже, где выиграл бронзовые медали в беге на 200 метров и в эстафете 4×100 метров.
В 1997 году бежал 200 метров на чемпионате мира в Афинах, в эстафете 4×100 метров занял пятое место на Кубке Европы в Мюнхене.
В 1998 году на чемпионате Европы в Будапеште вместе с соотечественниками завоевал серебряную награду в эстафете 4×100 метров, уступив в финале только команде Великобритании. В той же дисциплине стал шестым на Кубке мира в Йоханнесбурге.
В 1999 году на чемпионате Франции в Ньоре превзошёл всех соперников на дистанциях 100 и 200 метров. На чемпионате мира в Севилье в ходе предварительного квалификационного этапа их команда сошла с дистанции.
В 2001 году в беге на 200 метров финишировал четвёртым на Франкофонских играх в Оттаве. Принимал участие в Средиземноморских играх в Тунисе — в дисциплине 200 метров занял шестое место, тогда как в эстафете 4×100 метров выиграл серебряную медаль.
В 2005 году бежал 100 метров на Франкофонских играх в Ниамее, остановился на стадии полуфиналов.
Впоследствии выступал преимущественно на небольших домашних турнирах во Франции. Завершил спортивную карьеру по окончании сезона 2013 года.